# (9621) Michaelpalin
(9621) Michaelpalin (1993 FT26) – planetoida z pasa głównego asteroid okrążająca Słońce w ciągu 3,41 lat w średniej odległości 2,26 j.a. Odkryta 21 marca 1993 roku.